# Ormtjärnen (Voxna socken, Hälsingland, 680374-148682)
Ormtjärnen är en sjö i Ovanåkers kommun i Hälsingland och ingår i Ljusnans huvudavrinningsområde.